# Kasteel Puttenhove

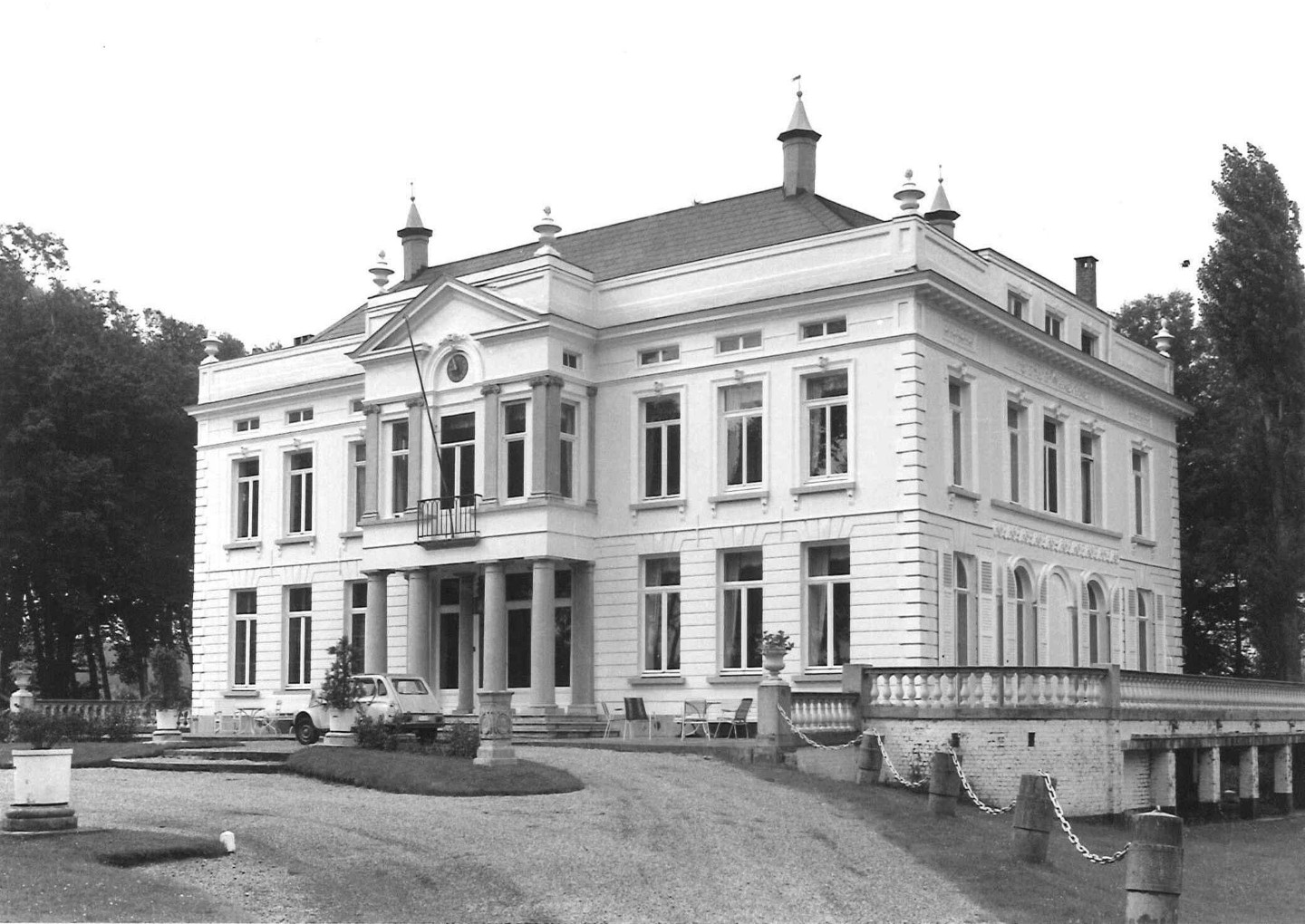
Kasteel Puttenhove in 1980

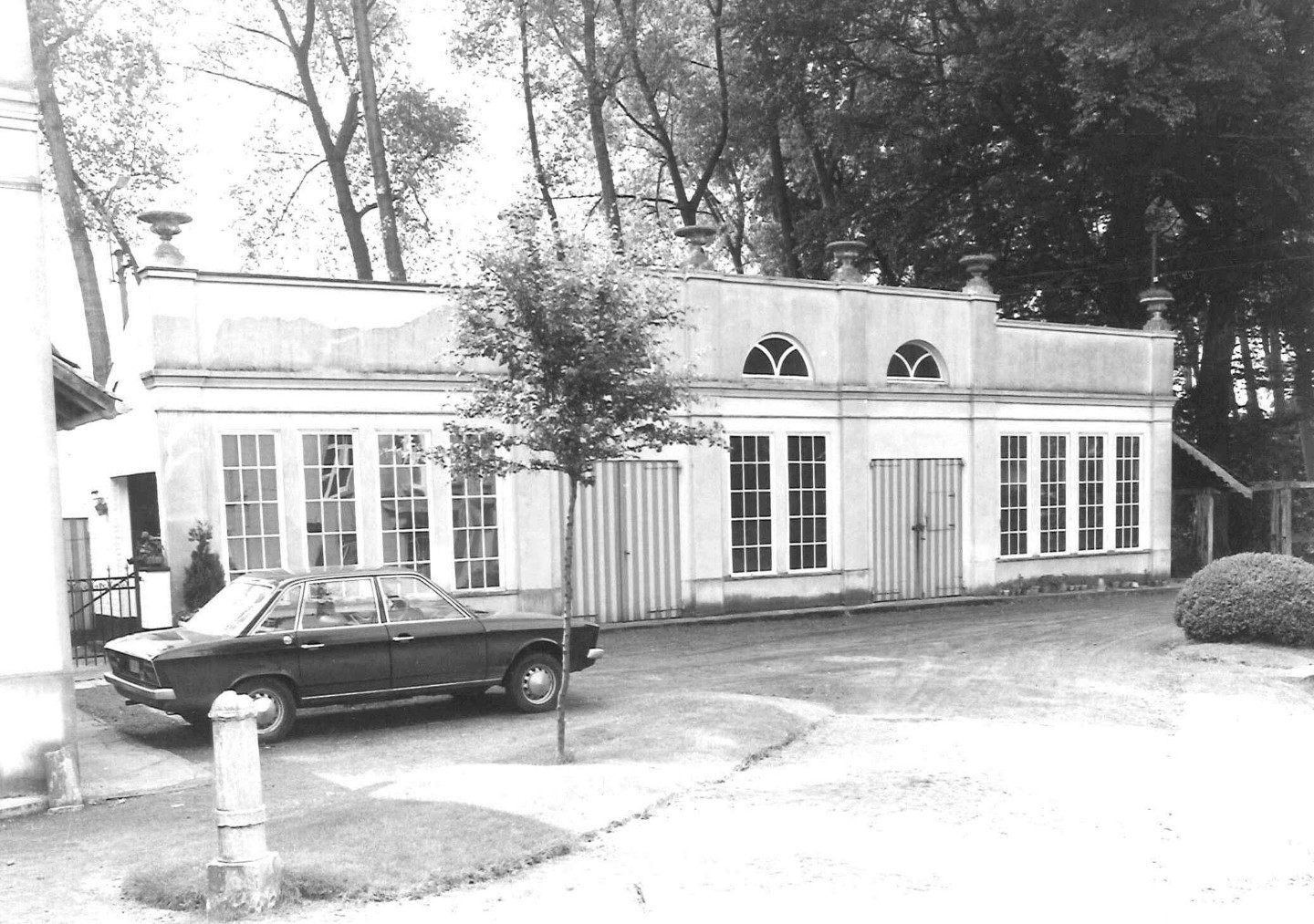

Kasteel Puttenhove is een kasteel in de tot de gemeente Gent behorende plaats Sint-Denijs-Westrem, gelegen aan de Putstraat 26-30.

## Geschiedenis
Het kasteel werd voor het eerst vermeld in 1438 als een leen van de Sint-Pietersabdij te Gent. Beweerd wordt dat koning Filips II van Spanje hier in 1549 verbleef. In 1578 werd het kasteel door de geuzen vernield. Het werd herbouwd, maar in 1708 werd het opnieuw vernield door de troepen van Lodewijk XIV, toen dezen Gent belegerden. In 1730 was er sprake van een vervallen kasteel dat omgracht was en ook een neerhof bezat. Het kasteel was in de 18e eeuw lange tijd in bezit van de familie Triest.
Vanaf omstreeks 1830-1840 kwam het in bezit van de familie Soenens en omstreeks 1840 werd het kasteel geheel vernieuwd in neoclassicistische stijl. In 1886 werden de grachten die direct om het kasteel heen lagen grotendeels gedempt. Toen werd het kasteel ook uitgebreid met een wintertuin, later keuken en terras. De ruimere rechthoekige gracht, die ook de dienstgebouwen omvatte, bleef grotendeels intact.
In de 19e eeuw werd een park in Engelse landschapsstijl aangelegd. In dit park zijn diverse exotische bomen te vinden, waaronder een sequoia.

## Gebouw
Het domein wordt betreden via een ijzeren hek uit 1886, dat zich tussen twee vierkante tuinpaviljoenen bevindt. Het kasteel is min of meer U-vormig. Het dak heeft vier noktorentjes en het middenrisaliet heeft Dorische zuilen en wordt getooid met een driehoekig fronton. Het kasteel heeft nog overwelfde kelders van een eerder kasteel.
Het interieur is van de 2e helft van de 19e eeuw en het bevat een aantal kunstvoorwerpen en inrichtingsstukken die toen zijn verzameld door Fl. Soenens.
Het neerhof, met een 18e-eeuwse kern, werd omgevormd tot koetshuis, portierswoning en dergelijke. Daarnaast zijn er enkele stallen.